# Городской транспорт Перми

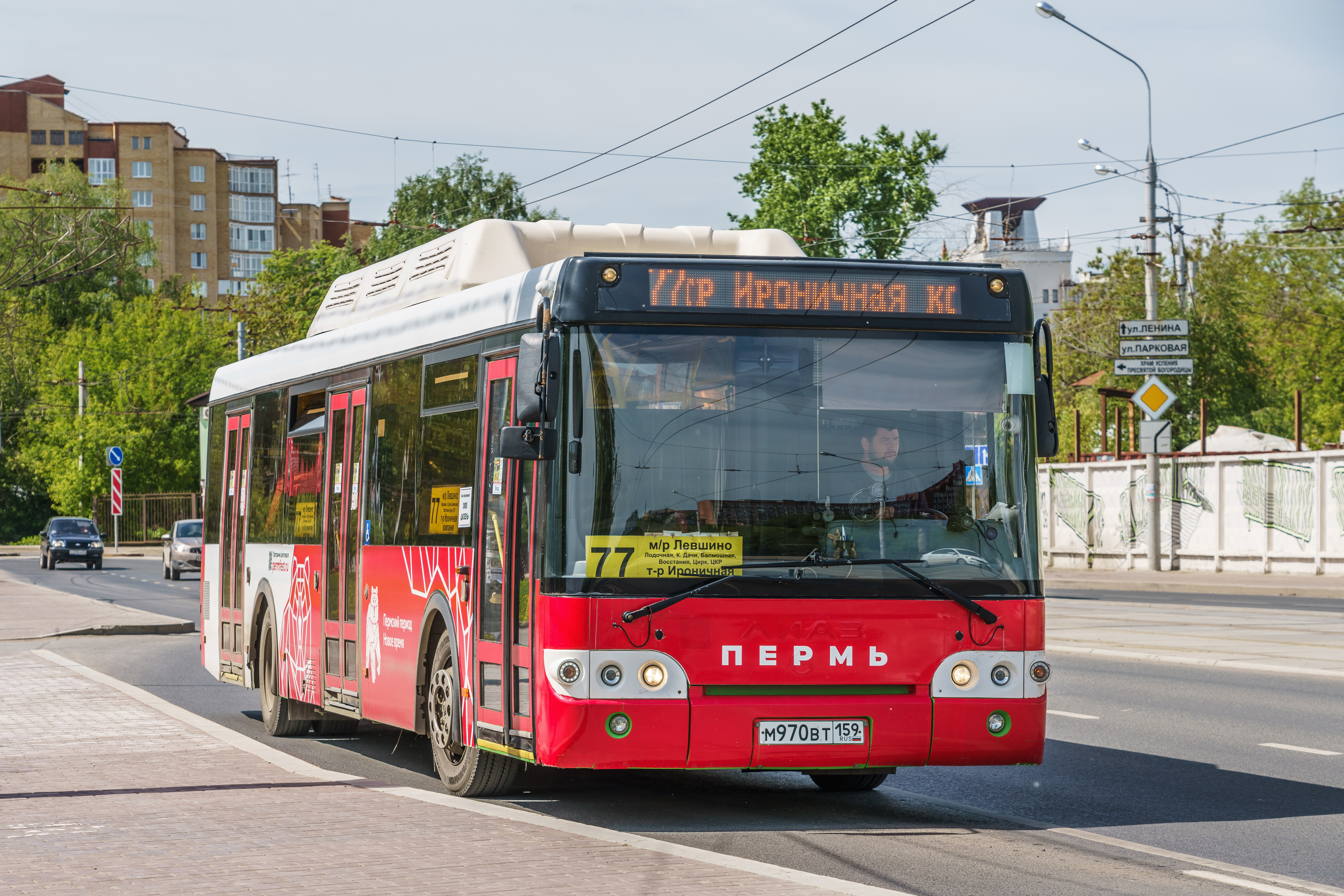
Автобус на маршруте № 77 на Северной дамбе (остановка «Разгуляй»)

Внутригородские перевозки в Перми осуществляются автобусами, трамваями, маршрутными такси и электропоездами.

## История
В 1913 году было принято решение о строительстве в Перми трамвайных путей длиной 16,41 км. К 1917 году даже было построено здание трамвайного депо на 40 вагонов. Но из-за революции и гражданской войны этот проект не был закончен.
Общественный транспорт в Перми появился лишь 9 июля 1926 года, когда было открыто автобусное сообщение между станцией Пермь II и Мотовилихой. Транспортная связь между Пермью и Мотовилихой появилась благодаря новому мосту, построенному в 1925 году через реку Ягошиха (ныне – Егошиха).

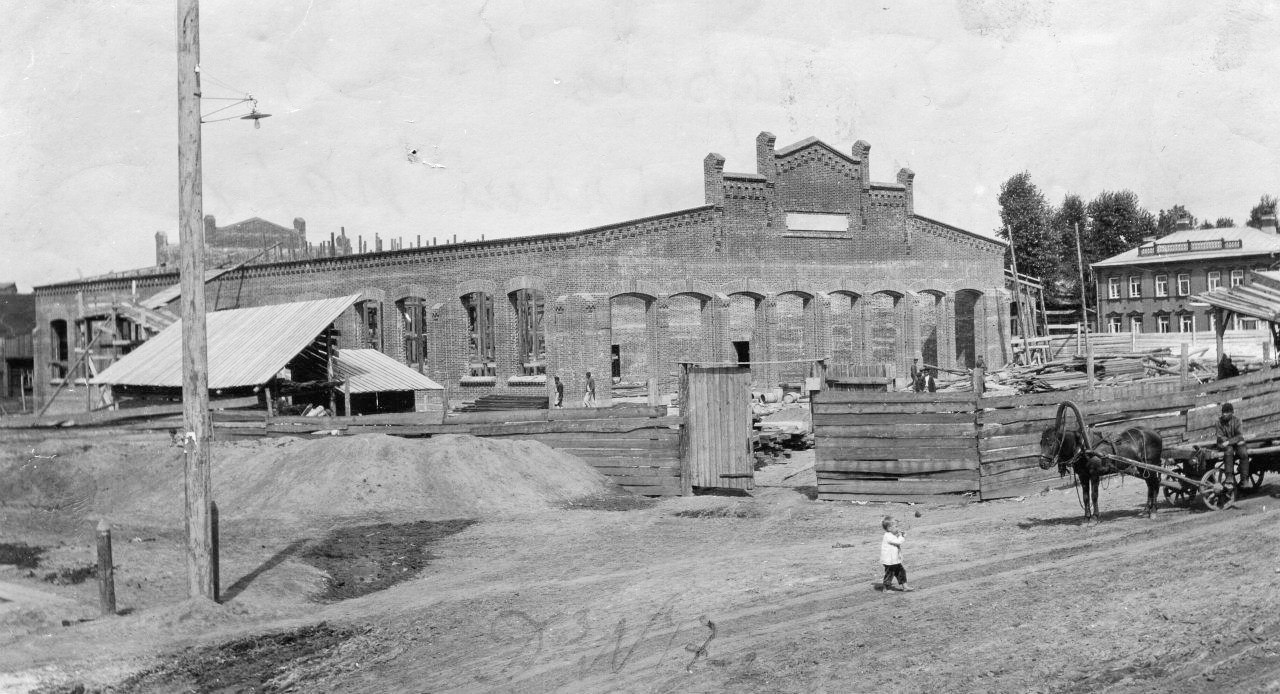
Строительство здания трамвайного парка в Разгуляе на 40 вагонов в 1915 году

7 ноября 1929 года было открыто движение трамваев (Пермский трамвай). Первая трамвайная линия начиналась в районе нынешней площади Восстания, пересекала реку Егошиху по новому на тот момент мосту по улице Парковой с поворотом на улицу Ленина до пересечения с улицей Куйбышева. Конечная остановка была в районе нынешнего сквера Уральских добровольцев. Первый трамвайный парк находился в Разгуляе в здании депо.

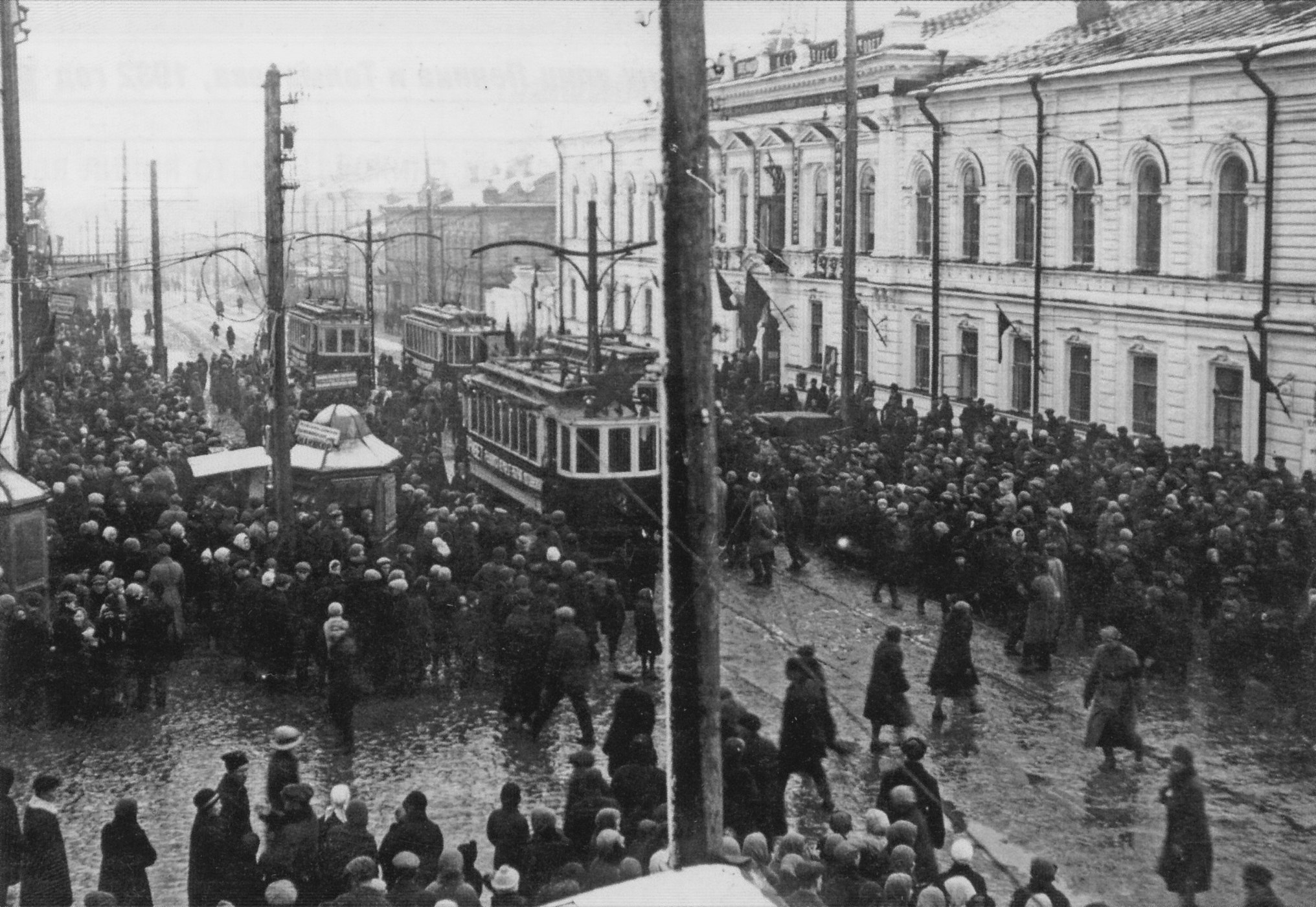
Митинг у здания окрисполкома в честь открытия трамвая в день 12-й годовщины Октябрьской революции

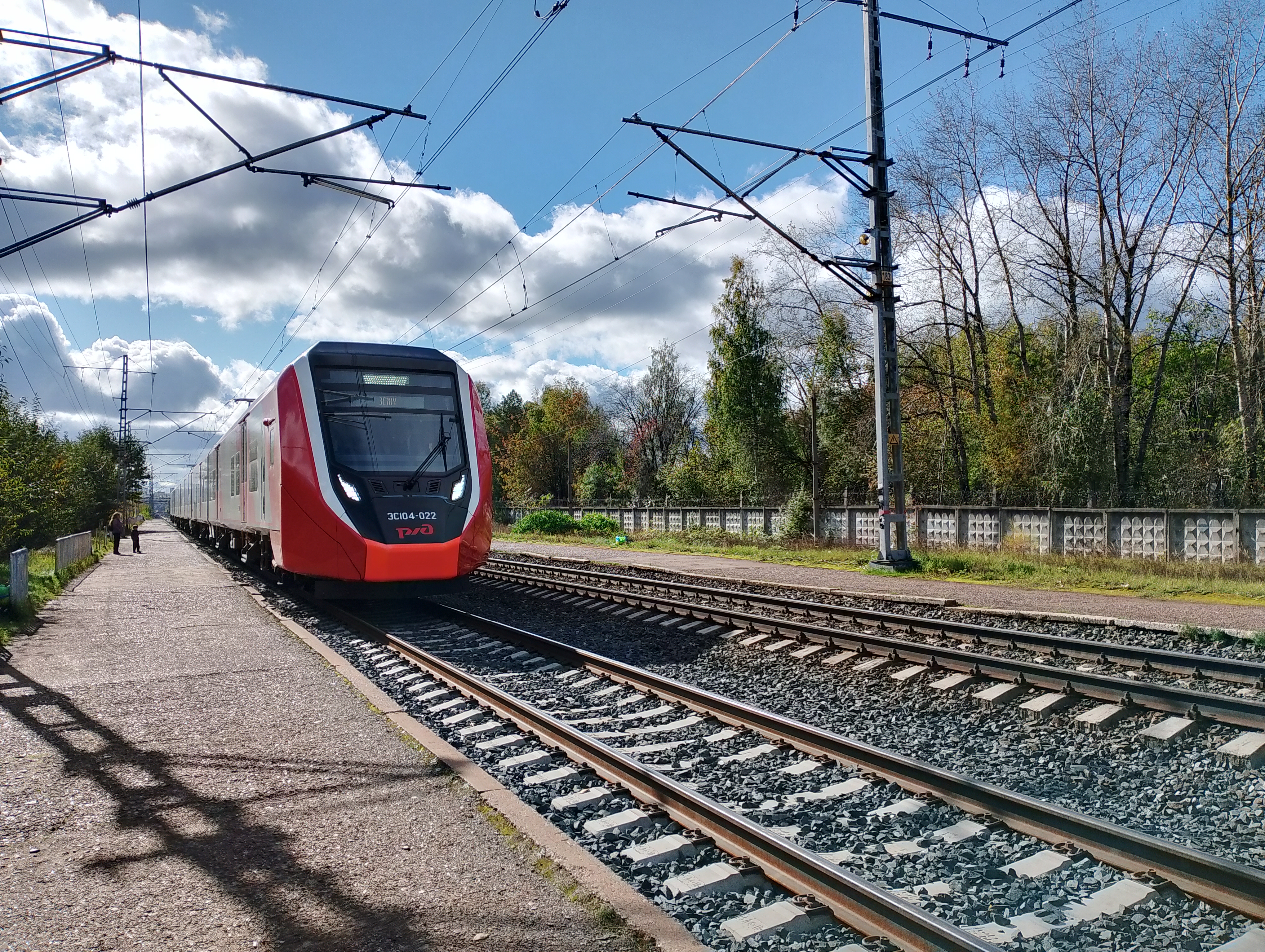
Электропоезд «Финист» на остановке «Юбилейная»

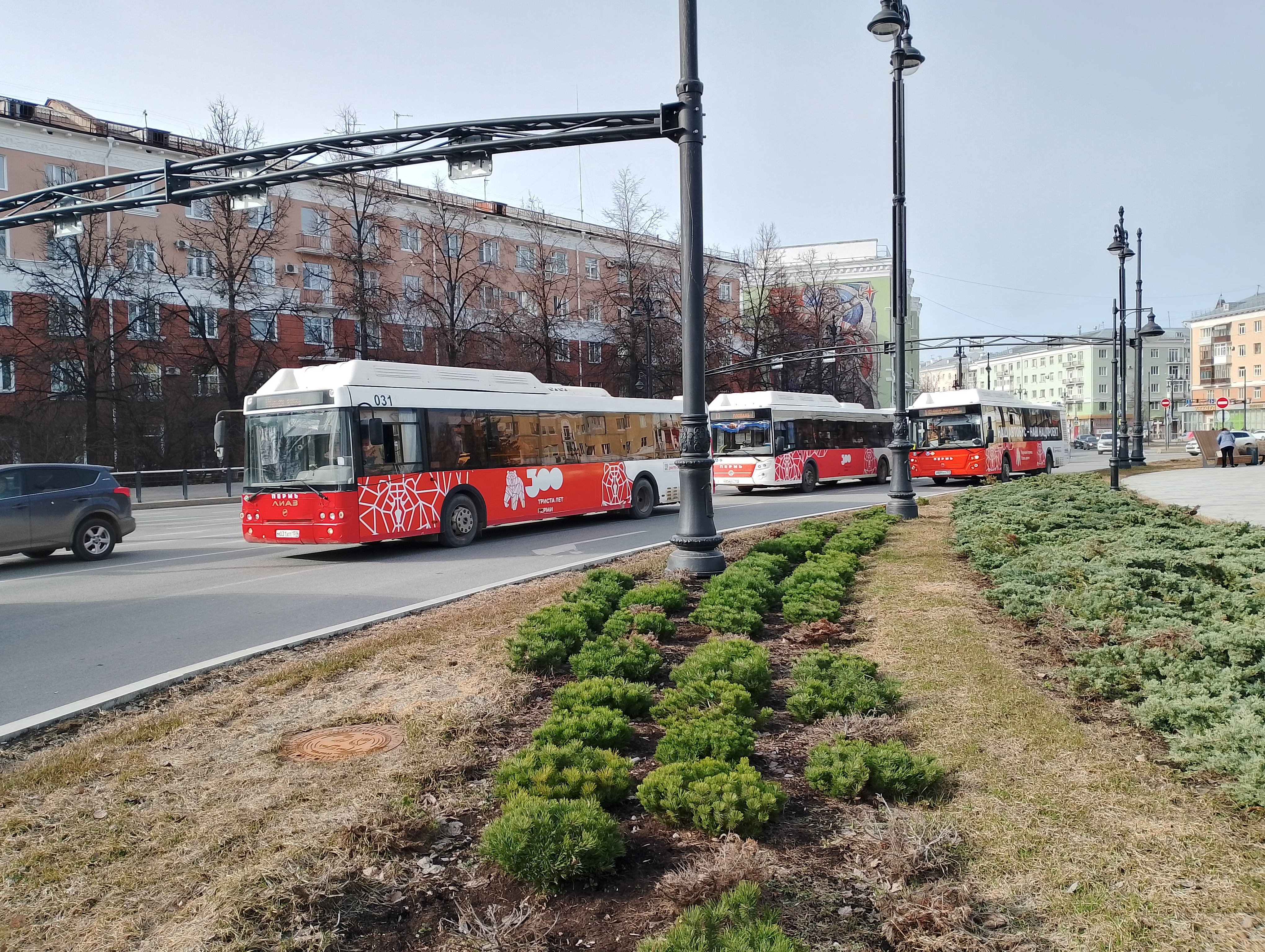
Автобусы на Комсомольской площади

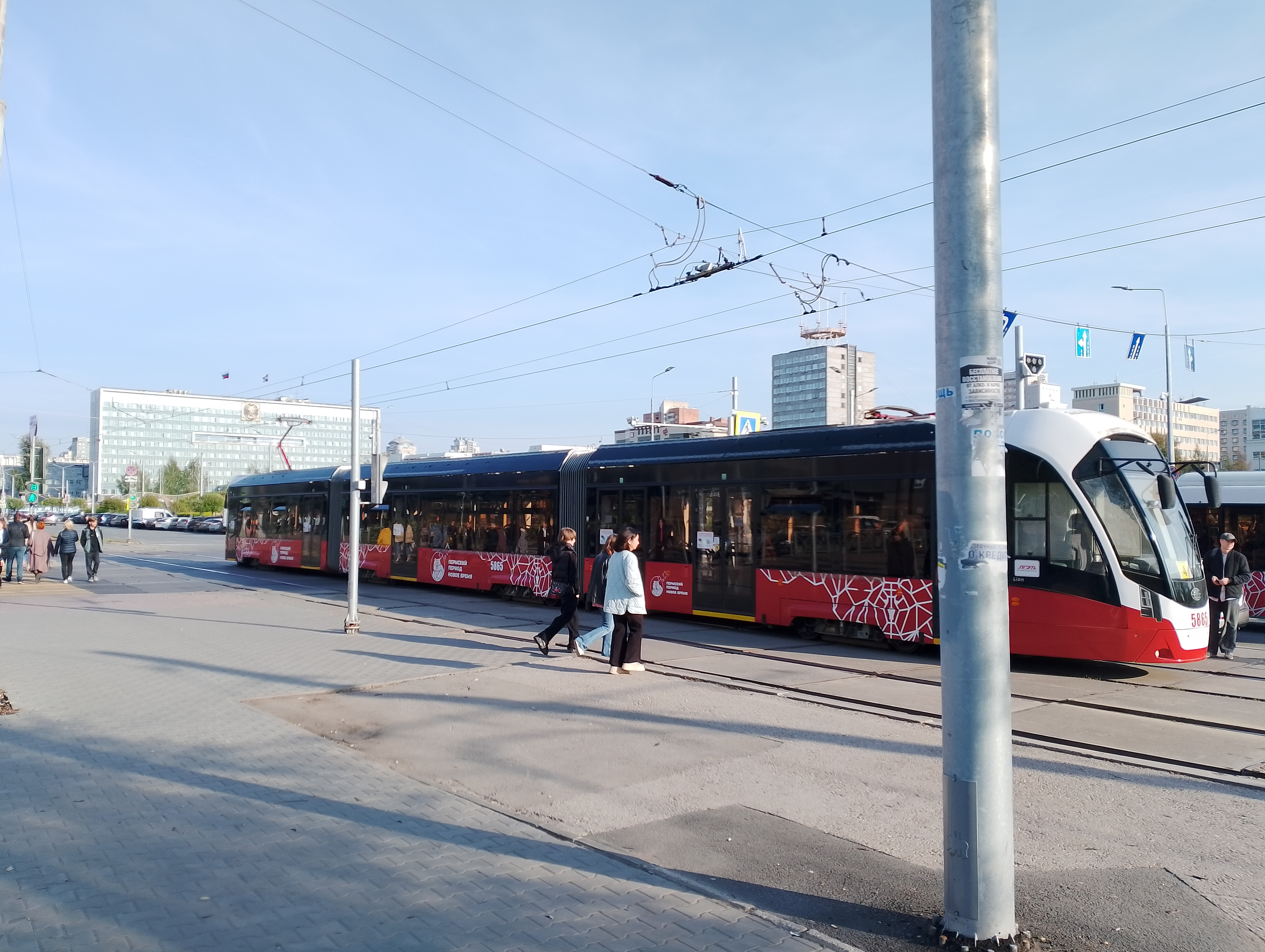
Трёхсекционный трамвай на эспланаде

В 1930 году линию от улицы Куйбышева продлили до железнодорожного вокзала станции Пермь II.
В 1960 году было открыто движение троллейбусов (Пермский троллейбус). Первая линия проходила от речного вокзала по Комсомольскому проспекту до Комсомольской площади.
С 1970-х годов предполагалось строительство метрополитена (Пермский метрополитен). До 1991 года составлено технико-экономическое обоснование, велось проектирование, был выполнен некоторый объём подготовительных работ. Позднее в связи с тяжёлым экономическим положением планы строительства метрополитена были отложены. В 2001 году Пермь была включена в Федеральную программу строительства и развития метрополитена. Начать рабочее проектирование и создание строительного задела предполагалось в 2005 году, собственно строительство — через несколько лет, а сдать первый пусковой участок — в 2015-2020 годах. Однако в связи с отсутствием финансирования запланированные работы не начаты и рассчитывать на их начало в ближайшем будущем не приходится.
В 1975 г. — начинается переход на индуктивную связь. За 1975 г. переведено 26 маршрутов. В действие вводится 33 контрольных точки. 1977 г. — индуктивная связь введена в действие полностью. Открытие диспетчерских станций в Орджоникидзевском и Кировском районах.
В 2004 в качестве скоростного внеуличного транспорта в систему городского транспорта был включён городской электропоезд (Пермская городская электричка).
Примерно в 2005 году пермские автобусные маршруты перестали быть муниципальными и стали распределяться на конкурсной основе среди частных предпринимателей. За это (растрата государственной собственности) тогдашний мэр Перми Аркадий Каменев получил условный срок.
С 2008 по май 2009 курсировал «незаконный» (без договора с городской администрацией) автобусный маршрут 100 (через ДКЖ до Центрального рынка), в котором была пониженная стоимость проезда, однако не учитывались льготы. После закрытия «сотого» эстафету подхватил аналогичный маршрут 068 (заходящий также на вокзал Пермь II), организаторы которого (в числе которых подозревается бывший руководитель городского транспортного ведомства Алексей Ковыев) даже собирали подписи в поддержку инициативы «Общественный маршрут», целью которой декларировалось создание и изменение транспортных маршрутов по прямым заявкам жителей.
С 2006, согласно последним решениям городской администрации и проекту нового генерального плана города, более удобным скоростным внеуличным транспортом предполагается создание к 2020 линий скоростного трамвая.
В 2019 году решено было демонтировать троллейбусную сеть. Она закрыта по решению городских властей ввиду убыточности этого вида городского транспорта; значительных расходов на содержание контактной сети; меньшей маневренности при ДТП, а также при реконструкциях дорог. Последний рейс состоялся 30 июня 2019 года. Оставшиеся троллейбусы Trolza были переданы в Березники.

## Современное состояние
Автобусами перевозится около 86% всех пассажиров города, трамваями — 13%, маршрутными такси — не более 1%. Трамвайные маршруты существуют только в левобережной части Перми, правобережная часть обслуживается лишь автобусами и городской электричкой.
По состоянию на февраль 2025 года в Перми официально действовали 72 автобусных маршрутов, 9 трамвайных и 3 маршрутов маршрутных такси (один из которых – экскурсионный). Маршруты обслуживают около 20 перевозчиков. Все автобусные и трамвайные маршруты работают без кондукторов. Оплатить проезд в городском транспорте можно с помощью банковской карты, транспортной карты, регионального электронного социального проездного документа (ЭСПД) и мобильного приложения «Пермский транспорт».

С апреля 2025 года оплата проезда в пермском транспорте наличными возможна только в кассах распространения транспортных карт. Для этого необходимо купить одноразовую картонную smart-карту с чипом в одной из 110 точек распространения в Перми и агломерации, среди которых – все отделения «Почты России», «Почтобанка» и «Центральных касс», а также автовокзалы и автостанции Прикамья, железнодорожные вокзалы Пермь II и Пермь I, а также железнодорожная станция «Молодёжная». По данным за первые три месяца 2025 года, доля пассажиров с наличной оплатой проезда до прекращения обилечивания водителями составляла 1,8%.

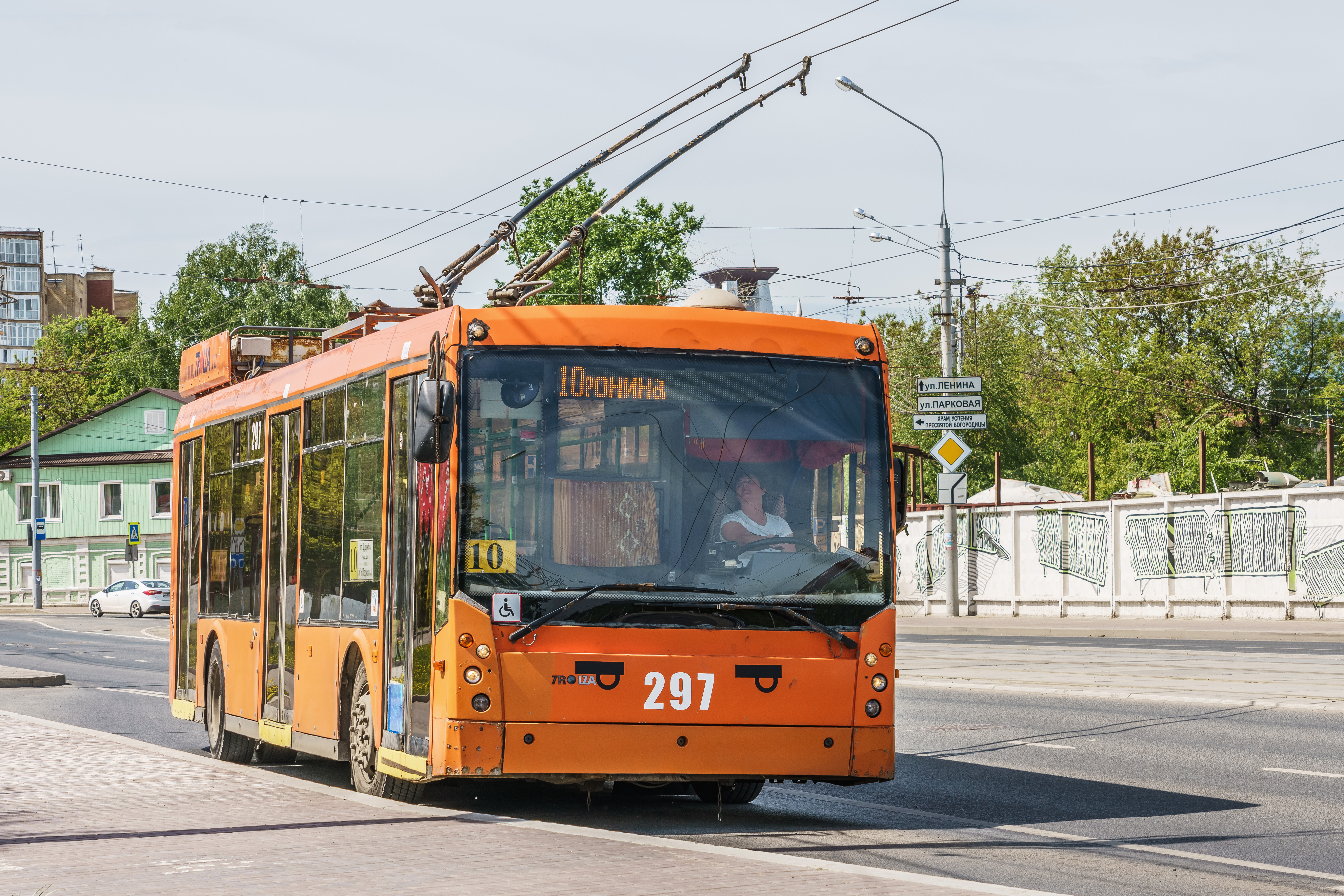
Троллейбус незадолго до упразднения троллейбусной сети в Перми

## Трамваи
Перечень трамвайных маршрутов Перми на февраль 2025 года:
- № 2 «Станция Осенцы — Стахановское кольцо»; (временно не обслуживается из-за реконструкции линии, компенсируется продлёнными рейсами автобусного маршрута № 62);
- № 3 «Пермь II — Красный Октябрь»;
- № 4 «Пермь II — Висим»;
- № 5 «Пермь II — Бахаревка»;
- № 6 «Разгуляй — Велта»;
- № 7 «Пермь II — Вагоноремонтный завод»;
- № 8 «Висим — Инкар»;
- № 11 «Школа № 107 — Висим» (из-за реконструкции временно изменён на «Станция Пермь II – Висим»);
- № 12 «Школа № 107 — Разгуляй» (временно не обслуживается из-за реконструкции).

## Городские электропоезда
Городские электропоезда («городская электричка») курсируют по железной дороге в пределах Перми на участке от станции Оверята до станции Голованово.
«Городская электричка» появилась в Перми 28 июля 2004 года.

## Автобусы
Автобусные маршруты Перми (по состоянию на 15 июля 2025 года):
| №   | Маршрут                                                                                                 |
| --- | --- |
| 1   | Станция Пермь II – Микрорайон Садовый                                                                   |
| 2   | Улица Победы – Центральный рынок                                                                        |
| 3   | Станция Пермь I – Микрорайон Нагорный                                                                   |
| 4   | Школа № 136 – Улица КИМ                                                                                 |
| 5   | Микрорайон Новобродовский – Комсомольская площадь                                                       |
| 6   | Микрорайон Железнодорожный – Станция Пермь II                                                           |
| 7   | Микрорайон Верхняя Курья – ПНИПУ                                                                        |
| 8   | Микрорайон Садовый – Микрорайон Крохалева                                                               |
| 9   | Микрорайон Хмели – Субботино                                                                            |
| 10  | Микрорайон Садовый – Микрорайон Нагорный                                                                |
| 11  | Улица Куфонина – Микрорайон Садовый                                                                     |
| 12  | Дворец культуры имени Гагарина – Пермский завод силикатных панелей                                      |
| 13  | Песьянка – Планета – Площадь Карла Маркса                                                               |
| 14  | Улица Маяковского – Улица 2-я Запорожская                                                               |
| 15  | Южная – ДДК им. Кирова – Центральный рынок                                                              |
| 16  | Микрорайон Владимирский – Микрорайон Запруд                                                             |
| 17  | Микрорайон Висим II – Площадь Дружбы                                                                    |
| 17К | Микрорайон Ива – Улица 1905 года                                                                        |
| 18  | Пермский военный институт – Площадь Дружбы                                                              |
| 19  | Микрорайон Липовая гора – Печатная фабрика «Гознак»                                                     |
| 20  | Микрорайон Новый Крым – Центральный рынок                                                               |
| 22  | Микрорайон Васильевка – Пермский военный институт                                                       |
| 23  | Голованово – Банная гора                                                                                |
| 24  | Улица Памирская – Площадь Дружбы                                                                        |
| 26  | Микрорайон Центральная усадьба – Улица Ушинского – Микрорайон Крольчатник                               |
| 27  | Микрорайон Нагорный – Площадь Дружбы                                                                    |
| 28  | Улица Милиционера Власова – Театр «Ироничная компания» – Гознак – Улица Милиционера Власова             |
| 29  | Улица Милиционера Власова – Гознак – Театр «Ироничная компания» – Улица Милиционера Власова             |
| 30  | Тенториум – Улица Куфонина – Микрорайон Садовый                                                         |
| 31  | Комсомольская площадь – Микрорайон Липовая гора                                                         |
| 32  | Микрорайон Васильевка – Центральный рынок                                                               |
| 33  | Микрорайон Костарёво – Город сердца                                                                     |
| 34  | Микрорайон Новые Ляды – Улица 1905 года                                                                 |
| 35  | Улица Крисанова – Пермский электромеханический завод                                                    |
| 36  | Микрорайон Вышка I – Микрорайон Вышка II – Театр «Ироничная компания»                                   |
| 37  | Улица Ушинского – Микрорайон Висим                                                                      |
| 38  | Микрорайон Запруд II – Микрорайон Гарцы – Улица Ушинского                                               |
| 39  | Микрорайон Оборино – Ласьвинские хутора                                                                 |
| 40  | Станция Пермь II – Микрорайон Нагорный – Автопарк                                                       |
| 41  | ПНИПУ – Студенческий городок                                                                            |
| 44  | Микрорайон Нижняя Мостовая – 10-й микрорайон – Микрорайон Кислотные дачи – Микрорайон Камский           |
| 45  | Микрорайон Крохалева – Улица Мильчакова                                                                 |
| 46  | Пермский академический Театр-Театр – Северное кладбище                                                  |
| 47  | Гравийный завод – Аэропорт Бахаревка                                                                    |
| 48  | Чусовской водозабор – Микрорайон Январский                                                              |
| 49  | Микрорайон Заозерье – Станция Пермь II                                                                  |
| 50  | Улица Гусарова – Улица Куфонина                                                                         |
| 51  | Микрорайон Владимирский – Станция Пермь I                                                               |
| 52  | Микрорайон Водники – Комсомольская площадь                                                              |
| 53  | 10-й микрорайон – Центральный рынок                                                                     |
| 54  | Микрорайон Хмели – Улица Мильчакова                                                                     |
| 55  | Планета – Микрорайон Архирейка                                                                          |
| 56  | Станция Пермь II – Микрорайон Крохалева                                                                 |
| 57  | Микрорайон Крохалева – НПО «Биомед»                                                                     |
| 58  | Микрорайон Васильевка – Микрорайон Вышка I                                                              |
| 59  | Микрорайон Юбилейный – Микрорайон Нагорный                                                              |
| 60  | Детский дом культуры имени Кирова – Комсомольская площадь                                               |
| 61  | Микрорайон Новые Ляды – Комсомольская площадь                                                           |
| 62  | Улица Гусарова – Станция Осенцы                                                                         |
| 64  | Детский дом культуры имени Кирова – Станция Пермь II                                                    |
| 65  | Кооператив «Сосновый бор» – Садовая – Берёзовая роща                                                    |
| 66  | Улица Светлогорская – Микрорайон Налимиха                                                               |
| 67  | Микрорайон Садовый – Улица Куфонина                                                                     |
| 70  | Площадь Дружбы – Улица Макаренко                                                                        |
| 71  | Улица Анвара Гатауллина – Станция Пермь I                                                               |
| 72  | Планета – ЦУМ (временный компенсационный маршрут на замену трамвайного движения в Индустриальный район) |
| 73  | Микрорайон Январский – Микрорайон Заозерье                                                              |
| 74  | Микрорайон Владимирский – Улица Маяковского                                                             |
| 75  | Микрорайон Соболи – Площадь Дружбы                                                                      |
| 77  | Улица Памирская – Улица Мильчакова                                                                      |
| 78  | Улица Мильчакова – Микрорайон Кислотные дачи                                                            |
| 79  | Микрорайон Новый Крым – Пермский педагогический колледж                                                 |
| 80  | Детский дом культуры имени Кирова – Ипподром                                                            |
| 81  | Улица Сапфирная – Станция Пермь II                                                                      |
| 82  | Улица Гашкова – Микрорайон Вышка I – Улица Гашкова (кольцевой)                                          |